# محكمة الاستئناف (تونس)
محكمة الاستئناف بتونس  هي إحدى محاكم الاستئناف الإثني عشر في تونس. تم تأسيسها في 1941.

## التأسيس
أُسست محكمة الاستئناف بتونس بموجب قانون صادر في 9 يونيو 1941، في حين لا زالت تونس تحت الحماية الفرنسية، وتعد من أقدم المحاكم التونسية والعربية.

## الدوائر مراجع النظر

### الدوائر الابتدائية التابعة
محكمة الاستئناف بتونس تتبعها دوائر المحاكم الابتدائية بكل من تونس العاصمة (1 و2) وأريانة ومنوبة وبن عروس.